# بیرویخا
بیرویخا (به لهستانی:  Bierwicha) یک روستا در لهستان است که در گمینا شدرا واقع شده‌است.